# Střepy času
Střepy času je český název knihy, kterou napsal Michael Jan Friedman v roce 1992. Náleží literatuře žánru science-fiction z fiktivního světa Star Trek a svými postavami i dějem náleží k televiznímu seriálu Star Trek: Nová generace. Originál knihy, z něhož byl pořízen český překlad, má anglický název Relics a byl vydán nakladatelstvím Pocket Books v USA.

## Obsah
Místem děje je kosmická loď Enterprise cestující vesmírem v 24. století. Na její palubě žije tisíc lidí. Kapitánem lodi je Jean-Luc Picard, pomáhají mu na velitelském můstku první důstojník William Riker, android Dat, lodní poradkyně Deanna Troi, slepý poručík šéfinženýr Geordi La Forge, šéf bezpečnosti Worf z Klingonu.
Děj příběhu začíná již v 23. století. Setkáváme se ze stárnoucím Montgomery Scottem, který už dávno skončil jsou práci šéfinženýra na Enterprise NCC pod kapitánem Kirkem a odlétá jako penzista na přepravní lodi Jenolen do kolonie Norpin pět, aby zde dožil. Jenolen je však na své cestě zachycena neznámou silou , poničena, její nevelká posádka na palubě zahyne. Přežije Scott s jedním členem posádky, zapnou volací systém a uvedou se do možná věčného spánku.
Po 75 letech je Jenolen objevena posádkou nové Enterprise 1701-D s velitelem Picardem a Scottyho se podaří oživit. Nudící se a osamocený Scotty propadá chmurám. Nedlouho poté je Enterprise zachycena stejnou silou, která kdysi poničila Jenolen a vtažena do uměle vytvořené Dysonové sféry, v jejímž středu je nestabilní hvězda. Jen Scotty a Geordi La Forge, kteří byli právě na obhlídce poničené staré lodi Jenolen, s ní zůstali vně. Podaří se jim ji zprovoznit a nakonec i pomoci Enterprise ze zajetí sféry na poslední chvíli uniknout.
Za výtečnou pomoc pak Scotty dostává odměnou menší raketoplán, aby mohl cestovat vesmírem a užívat si svůj důchod dle své libosti.

## České vydání knihy
Do češtiny knihu přeložil Matouš Ibl a vydalo ji poprvé v roce 1994 nakladatelství X-EGEM, s.s.o z Prahy.. Brožovaná kniha má 192 stran vč. reklam, typický styl (graficky i formátem) obálky pro celou edici Star Trek Nová generace. Na obálce jsou použity kresby Chrise Achiulleose.